# Maniva (São Francisco de Itabapoana)
Maniva é terceiro distrito do município brasileiro de São Francisco de Itabapoana, no interior do estado do Rio de Janeiro. De acordo com o Instituto Brasileiro de Geografia e Estatística (IBGE), sua população no ano de 2010 era de 7 929 habitantes, sendo 4 030 homens e 3 899 mulheres, possuindo um total de 3 569 domicílios particulares.
O distrito foi criado pelo Decreto Provincial n.º 2.006, de 08-05-1874 e por Decretos Estaduais n.ºs 1, de 08-05-1892 e 1-A, de 03-06-1892, com a denominação de São Luís Gonzaga e anexado ao município de Barra de São João, atual São João da Barra, em 31-12-1943 o distrito passou a ser chamado de Maniva, pelo Decreto-lei Estadual n.º 1.056, de 31-12-1943.

## Etimologia
Conforme o Dicionário de Tupi Antigo, maniva provém do tupi mani'yba, literalmente "pé de mandioca", outro nome da Manihot esculenta (popularmente conhecida como mandioca).

## Geografia e subdivisões
O distrito de Maniva faz fronteira a leste com o distrito de Barra Seca, com o distrito-sede ao sul, a oeste com o município de Campos dos Goytacazes e ao norte com o município de Presidente Kennedy (ES). No distrito se encontram as regiões mais elevadas do município, o mesmo possui o relevo formado por planícies de inundações, terraços fluviais, superfícies sub-horizontais constituídas de depósitos arenosos ou areno argilosos a argilosos, bem selecionados, situados nos flancos dos atuais fundos de vales. Consistem de superfícies bem drenadas, de relevo plano a levemente ondulado, acima do nível das cheias sazonais; planícies fluviomarinhas, terrenos muito mal drenados, prolongadamente inundáveis, com padrão de canais meandrantes e divagantes, presente em baixos vales dos principais rios que convergem para a linha de costa; ou resultantes da colmatação de paleolagunas. Baixa capacidade de suporte dos terrenos; tabuleiro, formas de relevo tabulares, dissecadas por uma rede de canais com alta densidade de drenagem, apresentando relevo movimentado de colinas com topos tabulares ou alongados e vertentes retilíneas e declivosas nos vales encaixados, resultantes da dissecação fluvial recente, apresentam também colinas, morros baixos e cristas isoladas e serras baixas.
Em sua hidrografia se destaca o rio Itabapoana e alguns riachos, córregos e brejos, como o brejo da Cobiça e o rio Guaxindiba. O distrito é divido em 16 bairros/localidades, sendo a sede do distrito localizado no bairro de Praça João Pessoa; possui em torno de 7 929 habitantes sendo, sendo 3 899 mulheres e 4 030 homens. Em relação ao meio ambiente, a vegetação a qual pertence é a de Mata Atlântica, grande parte da Estação Ecológica Estadual de Guaxindiba fica no distrito. 
O clima é caracterizado como tropical, com menos chuvas no inverno que no verão, na classificação climática de Köppen-Geiger o clima e classificado como Aw. A temperatura média anual é de 23.2°C e a média de pluviosidade é de 994 mm.

### Bairros
A tabela a seguir relaciona os bairros e localidades que se encontram no distrito de Maniva:
| Tabela com os bairros e localidades do distrito de Maniva | Tabela com os bairros e localidades do distrito de Maniva |
| --------------------------------------------------------- | --------------------------------------------------------- |
| Aldeia                                                    | Praça João Pessoa                                         |
| Alegria dos Anjos                                         | Quatro Bocas                                              |
| Areia Dourada                                             | Quilombo                                                  |
| Boa Vista Italiana                                        | Santa Luzia                                               |
| Bom Lugar                                                 | Santo Amaro                                               |
| Imburi de Barra                                           | São Paulinho                                              |
| Ladeira das Pedras                                        | Valão Seco                                                |
| Nova Belém                                                | Vilão                                                     |

## Demografia e economia
Em 2010, a população de Maniva foi estimada pelo Instituto Brasileiro de Geografia e Estatística (IBGE) em 7 929 habitantes, sendo 4 030 homens e 3 899 mulheres, distribuídos em um total de 8 099 domicílios particulares permanentes. Praça João Pessoa é o bairro mais populoso do distrito, com aproximadamente 3 000 residentes, sendo o terceiro mais habitado da cidade.  A atuação pastoral católica das comunidades situadas nos bairros do distrito é subordinada às paróquias São Francisco de Paula, sediada no bairro Centro; primeiro distrito, e Imaculada Conceição e São Sebastião, no bairro Barra do Itabapoana, segundo distrito, ambas jurisdicionadas à Diocese de Campos. No bairro onde está situado a sede do distrito esta instalada uma das unidades das fabricas de suco Imbamara. Em outros bairros é comum a cultura da plantação de mandioca, para a produção de farinha, assim como a plantação de abacaxi e coco.

## Infraestrutura
Os bairros do distrito de Maniva sediam um total de 15 instituições de ensino, dentre as quais quatorze pertencem à rede pública municipal e uma à rede pública estadual. O distrito possui três unidade básica de saúde sendo a principal presente no bairro de Praça João Pessoa sendo administrada pelo serviço público municipal, oferecem atendimentos e consultas básicas à população e serviços de enfermagem, além de servir como postos de vacina durante campanhas de vacinação. O serviço de abastecimento de água é feito pela Companhia Estadual de Águas e Esgotos do Rio de Janeiro (CEDAE), enquanto que o abastecimento de energia elétrica é de responsabilidade da Enel. O distrito é servido pelas rodovias RJ-224, atravessando os bairros de Valão Seco e Praça João Pessoa e a RJ-204, que passa pelos bairros de Areia Dourada e Praça João Pessoa.